# Skydning under sommer-OL 2020
Skydning under sommer-OL 2020 finder sted 25. juli - 2. august og bliver afviklet i Asaka Shooting Range, som ligger i præfekturet (administrative område) Saitama. Turneringen afholdes på riffel, pistol og på haglgevær og der er konkurrencer for herrer, damer og mixed teams. Der bliver kvalificeret 360 skytter der konkurrerer i 15 discipliner. 

## Format
Der fastholdes samme format som ved de seneste olympiske lege, hvor alle skytter starter fra nul point i alle finalerne. Samtidig bliver alle finaler afviklet som elimineringsrunder således, at medaljerne til sidst bliver afgjort af de tre sidste tilbageværende i konkurrencen og guldmedaljen blev afgjort i en duel mellem de to sidste tilbageværende i konkurrencen.

## Medaljefordeling
| Placering | Land                      | Guld | Sølv | Bronze | Total |
| --------- | ------------------------- | ---- | ---- | ------ | ----- |
| 1         | Kina                      | 4    | 1    | 6      | 11    |
| 2         | USA                       | 3    | 2    | 1      | 6     |
| 3         | Ruslands Olympiske Komité | 2    | 4    | 2      | 8     |
| 4         | Tjekkiet                  | 1    | 1    | 0      | 2     |
| 5         | Schweiz                   | 1    | 0    | 1      | 2     |
| 6         | Frankrig                  | 1    | 0    | 0      | 1     |
| 6         | Iran                      | 1    | 0    | 0      | 1     |
| 6         | Slovenien                 | 1    | 0    | 0      | 1     |
| 6         | Spanien                   | 1    | 0    | 0      | 1     |
| 10        | San Marino                | 0    | 1    | 1      | 2     |
| 10        | Serbien                   | 0    | 1    | 1      | 2     |
| 12        | Bulgarien                 | 0    | 1    | 0      | 1     |
| 12        | Cuba                      | 0    | 1    | 0      | 1     |
| 12        | Danmark                   | 0    | 1    | 0      | 1     |
| 12        | Italien                   | 0    | 1    | 0      | 1     |
| 12        | Sydkorea                  | 0    | 1    | 0      | 1     |
| 17        | Storbritannien            | 0    | 0    | 1      | 1     |
| 17        | Kuwait                    | 0    | 0    | 1      | 1     |
| 17        | Ukraine                   | 0    | 0    | 1      | 1     |
| Total     | Total                     | 15   | 15   | 15     | 45    |

## Medaljetagere

### Herrer
| Event                     | Guld                        | Sølv                                         | Bronze                                 |
| ------------------------- | --------------------------- | -------------------------------------------- | -------------------------------------- |
| 50 meter riffel, helmatch | Zhang Changhong · Kina      | Sergey Kamenskiy · Ruslands Olympiske Komité | Milenko Sebić · Serbien                |
| 10 meter luftriffel       | Will Shaner · USA           | Sheng Lihao · Kina                           | Yang Haoran · Kina                     |
| 25 meter silhuetpistol    | Jean Quiquampoix · Frankrig | Leuris Pupo · Cuba                           | Li Yuehong · Kina                      |
| 10 meter luftpistol       | Javad Foroughi · Iran       | Damir Mikec · Serbien                        | Pang Wei · Kina                        |
| Trap                      | Jiří Lipták · Tjekkiet OR   | David Kostelecký · Tjekkiet                  | Matthew Coward-Holley · Storbritannien |
| Skeetskydning             | Vincent Hancock · USA       | Jesper Hansen · Danmark                      | Abdullah Al-Rashidi · Kuwait           |

### Damer
| Event                     | Guld                                               | Sølv                                             | Bronze                                     |
| ------------------------- | -------------------------------------------------- | ------------------------------------------------ | ------------------------------------------ |
| 50 meter riffel, helmatch | Nina Christen · Schweiz                            | Yulia Zykova · Ruslands Olympiske Komité         | Yulia Karimova · Ruslands Olympiske Komité |
| 10 meter luftriffel       | Yang Qian · Kina                                   | Anastasiia Galashina · Ruslands Olympiske Komité | Nina Christen · Schweiz                    |
| 25 meter pistol           | Vitalina Batsarashkina · Ruslands Olympiske Komité | Kim Min-jung · Sydkorea                          | Xiao Jiaruixuan · Kina                     |
| 10 meter luftpistol       | Vitalina Batsarashkina · Ruslands Olympiske Komité | Antoaenta Kostadinova · Bulgarien                | Jiang Ranxin · Kina                        |
| Trap                      | Zuzana Rehák-Štefečeková · Slovakiet OR            | Kayle Browning · USA                             | Alessandra Perilli · San Marino            |
| Skeetskydning             | Amber English · USA                                | Diana Bacosi · Italien                           | Wei Meng · Kina                            |

### Mixed teams
| Event               | Guld                                        | Sølv                                                                  | Bronze                                                        |
| ------------------- | ------------------------------------------- | --------------------------------------------------------------------- | ------------------------------------------------------------- |
| 10 meter luftriffel | Kina · Yang Qian · Yang Haoran              | USA · Mary Tucker · Lucas Kozeniesky                                  | Ruslands Olympiske Komité · Yulia Karimova · Sergey Kamenskiy |
| 10 meter luftpistol | Kina · Jiang Ranxin · Pang Wei              | Ruslands Olympiske Komité · Vitalina Batsarashkina · Artem Chernousov | Ukraine · Olena Kostevych · Oleh Omelchuk                     |
| Trap                | Spanien · Alberto Fernández · Fátima Gálvez | San Marino · Gian Marco Berti · Alessandra Perilli                    | USA · Brian Burrows · Madelynn Bernau                         |